# Pavel Štěpán (pianista)
Pavel Štěpán (28. května 1925, Brno – 30. září 1998, Praha) byl český klavírista, jehož doménou byla interpretace děl Josefa Suka, Vítězslava Nováka, W. A. Mozarta a J. S. Bacha.

## Život
Narodil se 28. května 1925 v Trnité ul. č.13 v Brně jako syn klavíristy a hudebního skladatele Václava Štěpána a klavíristky prof. Ilony Štěpánové-Kurzové. S rodiči se 7. listopadu 1925 přestěhoval do nového bytu v budově Umělecké besedy v Praze. Obecnou školu navštěvoval v Praze na Malé Straně v letech 1931–1936. Klavírní hru studoval u svého dědečka Viléma Kurze a hudební teorii pod vedením svého otce. Dějiny hudby studoval soukromě během studia na Vančurově reálném gymnáziu v Praze-Smíchově (1936–44). Po skončení druhé světové války studoval na Filosofické fakultě Univerzity Karlovy několik semestrů hudební vědu, estetiku a filosofii. Působil jako hudební režisér v rozhlase (1944–47), později tamtéž jako hudební referent oddělení pro mládež (od 1949), vedoucí redakce lidové tvořivosti (1951–58) a umělecký vedoucí hudební výroby (do 1. dubna 1959).
V roce 1946 podepsal prokomunistické „Májové poselství kulturních pracovníků českému lidu!“ publikované před květnovými volbami do Ústavodárného Národního shromáždění. Tento předvolební manifest komunistů podepsalo celkem 843 kulturních pracovníků a komunisté volby vyhráli. Později podepsal prokomunistickou výzvu Kupředu, zpátky ni krok!, jež byla vydána dne 25. února 1948 pro podporu komunistického převratu. Od února 1948 byl členem akčního výboru Syndikátu českých výkonných hudebních umělců, v roce 1949 byl kulturním patronem města Bílina, v dubnu roku 1950 připojil svůj podpis k předmájovému provolání a zúčastnil se akce „Nejlepší umělci – nejlepším dělníkům“, na II. sjezdu Svazu československých skladatelů (SČSS), konaném ve dnech 25.–28. února 1959, byl zvolen do Ústředního výboru SČSS.
V roce 1960 byl jeho rodině zkonfiskován dům a rodina byla vyhnána.[zdroj?]
V noci z 20. na 21. srpna 1968 v rozhlasu ve Stockholmu komentoval invazi vojsk do Prahy.
Pavel Štěpán zemřel 30. září 1998 v Praze a je pochován na pražském Vyšehradě.

## Koncertní činnost
Již jeho prvé výkony vzbudily velké naděje hudební veřejnosti svou uměleckou úrovní. V rozhlase poprvé vystoupil v deseti letech (17. listopadu 1935) a veřejně poprvé koncertoval v šestnácti letech v roce 1941 v Umělecké besedě (pět preludií a fug z Bachova Temperovaného klavíru, Claude Debussy). V osmnácti letech hrál 28. října 1943 s Českou filharmonií řízenou Rafaelem Kubelíkem Mozartův Klavírní koncert c moll, brzy poté provedl s Českou filharmonií Beethovenův koncert G dur. 19. února 1944 uspořádal první samostatný koncert věnovaný dílu Josefa Suka.
Po skončení druhé světové války rozvinul bohatou koncertní činnost a uspořádal několik autorsky zaměřených koncertů (Johann Sebastian Bach, Josef Suk, Vítězslav Novák). Za vynikající reprodukci Smetanových děl získal v roce 1951 první národní cenu v mezinárodní soutěži při Pražském jaru (byla mu udělena ještě zvláštní cena za nejlepší interpretaci Smetanových skladeb), velmi významného úspěchu dobyl v témže roce na mezinárodní soutěži v Berlíně, kde získal třetí cenu.V roce 1947 absolvoval turné po Jugoslávii, dále koncertoval v Maďarsku (1948), Rakousku (1951), Německu (1951) a Rumunsku (1953). Kvůli sporům s vysokým komunistickým funkcionářem Zdeňkem Nejedlým musel v roce 1953 na několik let přerušit koncertní činnost.[zdroj⁠?!] Po smrti Nejedlého v koncertech pokračoval, často vystupoval v Německu a ve Španělsku, koncertoval ale i ve Švédsku, Belgii, Rakousku, Rusku, Ukrajině, Kazachstánu, Polsku, Bulharsku, a Tunisku. Několikrát se zúčastnil hudebního festivalu Pražské jaro. Spolu s Českou filharmonií získal dvakrát cenu Wiener Flötenuhr za nejlepší mozartovskou nahrávku roku.
Štěpána charakterizovala nevšední inteligence, veliká stylovost podání a hluboká hudebnost, která se úzkostlivě vyhýbá všemu vnějšímu. Štěpán míjí oblast lisztovské virtuosity a lesku a převážně se zaměřuje k obsahově závažným, významným dílům klavírní literatury, zejména klasické a české. Jeho sólový repertoár byl mimořádně obsáhlý a umožňoval mu provést programy sestavené z děl jednoho autora (Bach, Mozart, Beethoven, Schubert, Chopin, Brahms, Debussy, Prokofjev, Suk, Novák, Janáček) nebo z děl téhož stylového zaměření nebo zeměpisného původu. Z české tvorby je seznam jmen provedených autorů skutečně pozoruhodný a čítá 24 jmen: Dobiáš, Dusík, Dvořák, Fibich, L. Fišer, Hurník, Ištván, Janáček, Jirko, Kabeláč, Kalabis, Kapr, G. Klein, Křička, Lucký, Martinů, Mysliveček, V. Novák, Salich, Schulhof, Smetana, Suk, V. Štěpán, Tomášek. Štěpán byl i znamenitým komorním hráčem, pravidelně hrál čtyřručně s Iljou Hurníkem, na nahrávkách je znám jeho výkon se Smetanovým kvartetem. O kvalitě těchto výkonů a nahrávek svědčí četné domácí i zahraniční kritiky.

## Pedagog
Od 16. května 1964 do 31. července 1991 působil na Hudební fakultě Akademie múzických umění v Praze, vyučoval v pražském Rudolfinu v učebně číslo 5. Mezi jeho žáky patřili Jaromír Klepáč, tragicky zesnulý Tomáš Tvaroch, Jiří Pašek, Marie Synková, Věra Nováčková, Marie Kotrčová, Miluše Tomášková, Irena Havláková, Zdeňka Kolářová, Petra Besová , Jiří Sedláček a mnoho dalších. Působil také na letních klavírních kurzech v Bechyni, Junsele (Švédsko), St. Roch (Belgie), byl členem porot řady mezinárodních soutěží.

## Nejznámější nahrávky

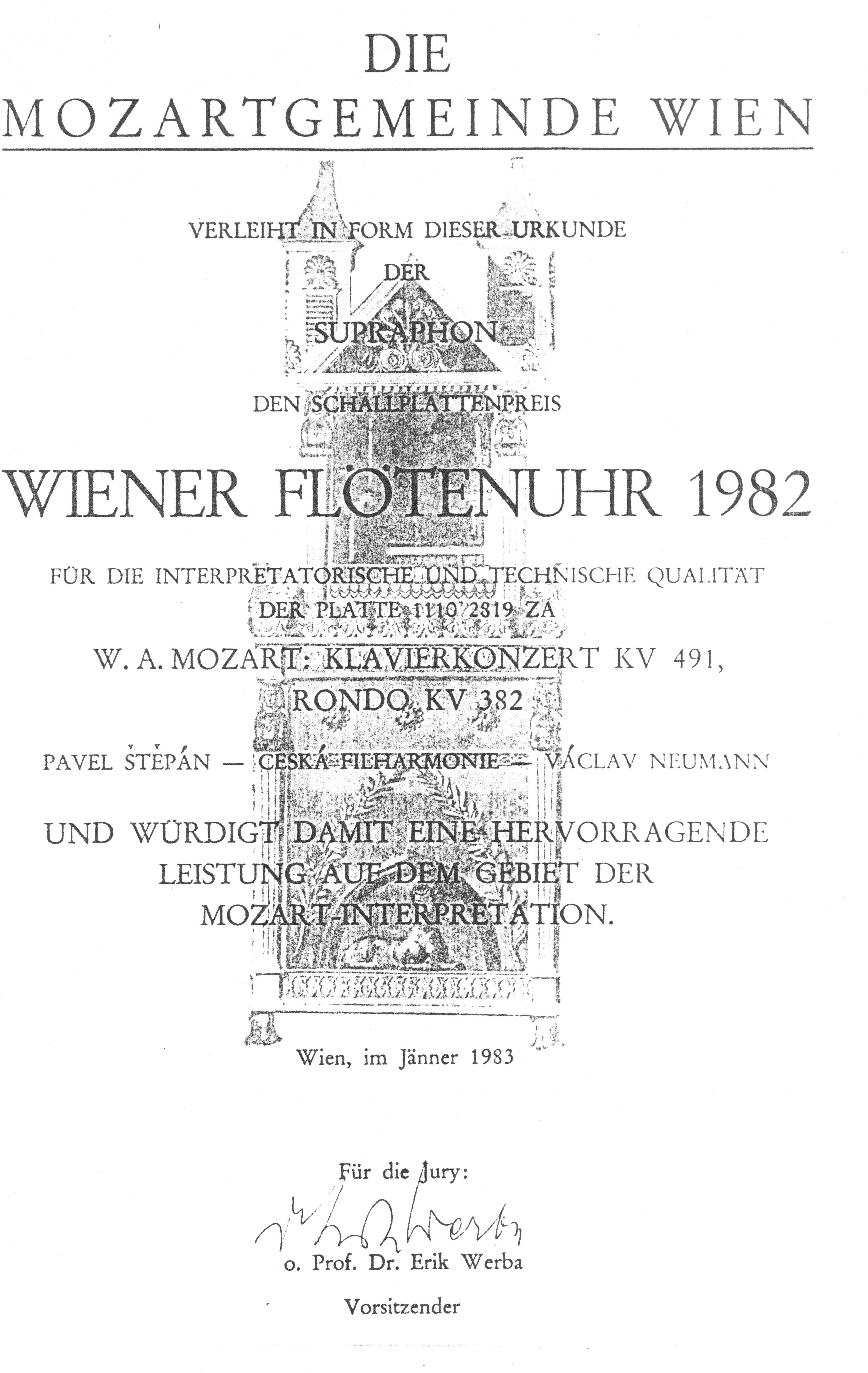
Wiener Flötenuhr 1982

- Josef Suk: Souborné klavírní dílo – Zlatá deska Supraphonline

Nahrávka byla natočena ve dnech 24.-27. září 1975 ve studiu Domovina v době, kdy Pavlovi Štěpánovi umírala matka
- Wolfgang Amadeus Mozart: Koncert pro klavír č. 23 A dur KV 488, dirigent Zdeněk Mácal, Česká filharmonie, Wiener Flötenuhr 1971 Supraphonline
- Wolfgang Amadeus Mozart: Koncert pro klavír č. 27 B dur KV 595, dirigent Zdeněk Mácal, Česká filharmonie, Wiener Flötenuhr 1971 Supraphonline
- Wolfgang Amadeus Mozart: Koncert pro klavír č. 24 c moll KV 491, dirigent Václav Neumann, Česká filharmonie, Wiener Flötenuhr 1982 Supraphonline
- Wolfgang Amadeus Mozart: Rondo D dur KV 382, dirigent Václav Neumann, Česká filharmonie, Wiener Flötenuhr 1982 Supraphonline
- Wolfgang Amadeus Mozart: Klavírní koncert č. 14 (Supraphon 1974) – dirigent Václav Neumann, Česká filharmonie
- Wolfgang Amadeus Mozart: Klavírní koncert č. 24 (Supraphon 1974) – dirigent Václav Neumann, Česká filharmonie
- Wolfgang Amadeus Mozart: Koncert pro klavír č. 19 F dur KV 459, dirigent Libor Hlaváček, Musici de Praga
- Wolfgang Amadeus Mozart: Koncert pro klavír č. 17 G dur KV 453, dirigent Libor Hlaváček, Musici de Praga
- Josef Suk: Kvintet pro klavír, dvoje housle, violu a violoncello g moll Supraphonline
- Ludvig van Beethoven: Piano sonata No.5,No.17, Seven Bagatelles (Supraphon 1967)
- Recital pro klavír na 4 ruce Johann Christian Bach, Claude Debussy, Johannes Brahms, Francis Poulenc Supraphonline
- Johannes Brahms: Liebeslieder Supraphonline
- Album skladeb Fryderyka Chopina (Supraphon 1977) Supraphonline ;
- Fryderyk Chopin: Nocturnes (Supraphon 1984);
- Dmitrij Kabalevskij: Koncert pro klavír a orchestr č. 3 D dur, op. 50 (Supraphon 1963), dirigent Alois Klíma, Symfonický orchestr Čs. rozhlasu v Praze Supraphonline

Dále nahrávky W. A. Mozarta, J. S. Bacha, L. van Beethovena, L. Janáčka, Luboše Fišera, Roberta Schumanna, V. J. Tomáška a dalších.

## Literární dílo (výběr)
- Dítě u klavíru (Supraphon 1977)
- Das Kind am Klavier (Leipzig, VEB Deutscher Verlag für Musik., 1980).
- Smetana – pianista (Hudební rozhledy 1, 1949, č. 8–9, s. 197–200).
- Jak pracovat v dětských pěveckých souborech (Praha 1955).
- Ze zkušenosti porotce. Na pomoc nové písňové tvorbě (Hudební rozhledy 8, 1955, č. 17, s. 856–857).
- Svjatoslav Richter (Hudební rozhledy 9, 1956, č. 23, s. 992).
- Alexandr Plocek – Josef Páleníček (Hudební rozhledy 9, 1956, č. 23, s. 997).
- Slovenští umělci v Praze (Hudební rozhledy 10, 1957, č. 2, s. 75).
- Klavírní večer Stanislava Knora (Hudební rozhledy 10, 1957, č. 4, s. 168).
- K pražskému cyklu světové klavírní tvorby (Hudební rozhledy 10, 1957, č. 8, s. 338).
- Veliký pianista, jeden z největších (Hudební rozhledy 11, 1958, č. 23, s. 976) – o Emilu Gilelsovi.
- Záleží i na koncertních umělcích (Hudební rozhledy 12, 1959, č. 19, s. 802).
- Koncerty Svjatoslava Richtera (Hudební rozhledy 12, 1959, č. 22, s. 940).
- Pianista Detlef Kraus (Hudební rozhledy 13, 1960, č. 3, s. 121).
- Mezinárodní Chopinova soutěž (Hudební rozhledy 13, 1960, č. 7, s. 281–283).
- Premiéra Otmara Máchy (Hudební rozhledy 13, 1960, č. 13, s. 558–559).
- Soutěž klavírních duet v Jeseníku (Hudební rozhledy 33, 1980, č. 11, s. 495).